# Várda
Várda är en ort i Grekland.   Den ligger i prefekturen Nomós Ileías och regionen Västra Grekland, i den centrala delen av landet, 210 km väster om huvudstaden Aten. Várda ligger 15 meter över havet och antalet invånare är 3 307.
Terrängen runt Várda är platt. Havet är nära Várda åt nordväst. Runt Várda är det ganska tätbefolkat, med 56 invånare per kvadratkilometer. Närmaste större samhälle är Lechainá, 14,1 km sydväst om Várda. == Kommentarer ==
1. ↑  Framräknat ur variansen i alla höjduppgifter (DEM 3") från Viewfinder Panoramas, inom 10 km radie.[2] Mer om algoritmen finns här: Användare:Lsjbot/Algoritmer.